# Leonardo Borràs
Leonardo Borràs Artal (1923-2014) fou un algemesinenc que es dedicà a l'escultura i fou regidor al seu poble del partit IPA de 1983 a 1987. Exercí de professor a l'Institut José Maria Parra d'Alzira. Realitzà exposicions per Espanya. És pare de Vicent Borràs Castañer.

## Biografia
Cursà els estudis primaris a Algemesí. Estudià batxillerat a Alzira. Assistí a l'Escuela de Bellas Artes com a oient durant cinc anys i després cursà la carrera, rebent classes de José Capuz Mamano, llicenciant-se en Belles Arts. Es dedicà a la docència primer a Villena, després a Peñarroya, Yecla i finalment a l'IES José María Parra d'Alzira fins a la seua jubilació el 1988. El 1973 obtingué una càtedra.
Fou nomenat acadèmic a la Reial Acadèmia de Belles Arts de Sant Carles de València.

## Escultures[3]

### Escultures a l'aire lliure
- Algemesí
  - Monument a l'organista Joan Baptista Cabanilles, feta de pedra i marbre l'any 1956[8]
  - Figura en Ferro en la Façana lateral del col·legi San José de Calasanz.
  - Monument al morts en el accident del aerí a l'illa d'Eivissa.
  - Monument a la mare Maria Ràfols i Bruna, feta de formigó l'any 1983[8]
  - La imagen de Sant Doménec que es troba a la façana del convent de Sant Vicent
  - El bust de Salvador Castell
  - L'obra dedicada al compositor Josep Moreno i Gans, feta de formigó el 1984[8]
  - L'obra dedicada a la beata Josepa Naval i Girbés, feta de pedra i bronze el 1994[8]
  - Monument a l'agricultor, feta de ferro i pedra el 1999[8]
  - Monument a Martí Domínguez Barberà, feta de pedra i bronze el 1994[8]
  - Bust de Bernat Guinovart i Doménec Gamieta
- Guadassuar
  - Relleu d'Els Collidors a la Cooperativa Agrícola, feta l'any 1967[8]
- Oliva[8]
  - El monument a Gregori Mayans, fet de bronze el 1976
- València
  - Monument a Vicente Blasco Ibáñez, fet de pedra i bronze el 1980[2]
- Alzira
  - Monument a la Constitució, fet de formigó el 1985[2]
- Sueca
  - Obra dedicada a Joan Fuster, feta de pedra i bronze el 1993[2]

### Escultures privades
- Homenots valencians[8]
- S'utilitzà una escultura seua per a inaugurar el 2008 la Sala Municipal d'Exposicions del Casino Lliberal d'Algemesí.[3]

## Premis
- Guardó d'Or 2007 del Bloc Nacionalista Valencià de la Ribera, per la seua obra i el seu compromís personal amb la cultura, la llengua i la societat d'Algemesí i de la Ribera[8]
- Guardó d'Honor de la Ciutat d'Algemesí concedida l'any 2005 per l'Ajuntament del seu poble[3]

## Llibres
- Leonardo Borràs, escultor (2008)
- Leonardo Borràs : escultures : Sala Municipal d'Exposicions, Casa de la Cultura, del 8 al 26 de febrer de 2002 (2002)[10]